# Polygala santanderensis
Polygala santanderensis là một loài thực vật có hoa trong họ Polygalaceae. Loài này được Killip & Steyerm. miêu tả khoa học đầu tiên năm 1952.